# Racovița (Brăila)
Racoviţa è un comune della Romania di 1 277 abitanti, ubicato nel distretto di Brăila, nella regione storica della Muntenia.
Il comune è formato dall'unione di 3 villaggi: Corbeni, Custura, Racovița.